# Empire of the Sun: Original Motion Picture Soundtrack
Empire of the Sun: Original Motion Picture Soundtrack è  la colonna sonora del film L'impero del sole diretto da Steven Spielberg nel 1987.
Le musiche sono state composte da John Williams e nel 1988 vince il BAFTA come migliore colonna sonora. Nello stesso anno viene anche nominata per l'Oscar oltre che ai Golden Globe e ai Grammy Award. Il disco viene pubblicato sotto etichetta Warner Bros.

## Il disco
Il musicista John Williams con questa colonna sonora è alla settima collaborazione con Steven Spielberg, dopo aver musicato precedentemente per lui la colonna sonora di sei film e aver ancora lavorato successivamente ad altre pellicole del regista.
La loro complicità ha permesso a Williams di esprimere i concetti di Spielberg, ritrovando nelle sue direttive il giusto approccio per raccontare la trama del film. Infatti, L'impero del sole tratta una storia che vede l'evoluzione della drammaticità del protagonista Jamie Graham, prima coccolato e ricco figlio di proprietari tessili a Shanghai e poi, separato dalla famiglia, profugo britannico in un campo giapponese di rifugiati. Il risultato è un lavoro corale ben strutturato dall'inizio alla fine.
Il brano finale che sottolinea il ritorno del bambino in famiglia, intitolato Exsultate Justi, è stato ispirato volutamente dal regista, all'opera del tema portante di Mission, film diretto da Roland Joffé nel 1986 che vede un'altra superba colonna sonora composta da Ennio Morricone che per questo lavoro ricevette una nomination all'Oscar, ai BAFTA e ai Golden Globe nello stesso anno.
Questo perché la solennità del tema principale, doveva racchiudere il senso di liberazione che il protagonista prova nel tornare tra le braccia della sua famiglia ormai creduta persa per sempre. Il brano differenzia da quello del maestro italiano, avvicinandosi invece molto di più alla tipica sonorità orchestrale di melodie che ricordano Haydn e Mozart.
La musica poi, viene enfatizzata con incisioni più marcate di archi, cori, percussioni e ottoni nei punti in cui il protagonista si esalta maggiormente, come nel brano Cadillac Of The Skies che sottolinea il momento in cui il ragazzo vede sfrecciare sopra la sua testa il North American P-51 Mustang, aereo da caccia americano che lui chiama la cadillac del cielo, uno dei momenti più emozionanti dell'intera pellicola. Williams accompagna questa sequenza alternandola con un crescendo di violini per poi sfumarla verso il finale con suoni leggeri che accompagnano l'allontanarsi dell'aereo tra le nuvole.
Alcuni brani sono stati eseguiti con un assolo di flauto shakuhachi, strumento dal tipico suono che ricorda le atmosfere giapponesi e che regala ad alcuni passaggi, la sensazione di debolezza necessaria a raccontare la difficile permanenza nel campo di profughi; questo strumento viene alternato poi ad un classico accompagnamento al pianoforte.
Nell'album è presente anche una mazurca di Fryderyk Chopin, precisamente l'op. 17 in la minore.
Il brano Suo Gân, inserito nel film è una tradizionale ninna nanna gallese scritta da un compositore anonimo. Nelle prime scene viene interpretato da Christian Bale che appare come solista di un coro. L'attore in realtà fu doppiato da James Rainbird e accompagnato da un coro ambrosiano diretto da John McCarthy.

### Tracce
Di seguito le tracce presenti nell'album:
1. Suo Gân - 2:19
2. Cadillac Of The Skies - 3:48
3. Jim's New Life - 2:33
4. Lost In The Crowd - 5:39
5. Imaginary Air Battle - 2:35
6. The Return To The City - 7:45
7. Liberation: Exsultate Justi - 1:46
8. The British Grenadiers (Traditional) - 2:25
9. Toy Planes, Home And Hearth (Mazurca, Fryderyk Chopin, op. 17 in la min.) - 4:37
10. The Streets Of Shanghai - 5:11
11. The Pheasant Hunt' - 4:24
12. No Road Home / Seeing The Bomb - 6:10
13. Exsultate Justi - 4:59